# Shimon Gottschalk
Shimon Gottschalk, bis zum zwölften Lebensjahr Stefan Gottschalk, (* 1929 in Berlin) ist ein US-amerikanischer Sozialarbeitswissenschaftler deutscher Herkunft, der 1938 mit Vater, Stiefmutter und älterem Bruder aus Deutschland floh. Er ist emeritierter Professor für Soziale Arbeit an der Florida State University.

## Leben
Stefan Gottschalk war Sohn eines jüdischen Ehepaars, das beim, von Walter Friedländer geleiteten, fortschrittlichen Jugendamt im Berliner Bezirk Prenzlauer Berg tätig war. Der Vater Arthur Gottschalk arbeitete als juristischer Dezernent beim Jugendamt, die Mutter (sie starb wenige Monate nach Stefans Geburt) als Kinderfürsorgerin. Nach der Machtübernahme der Nationalsozialisten, 1933, wurde das Jugendamt zur besonderen Zielscheibe, weil es viele jüdische und politisch links stehende Mitarbeiter hatte. Auch Arthur Gottschalk verlor sein Amt und wurde ehrenamtlich für die jüdische Gemeinde tätig. Er hatte inzwischen auch seine zweite Ehefrau verloren und heiratete 1938 erneut. Nach der Reichskristallnacht, 1938, flüchtete er mit seiner Familie per Bahn nach Hoek van Holland und dann per Schiff in die USA.
In den USA nahm Stefan den Vornamen Shimon an und schloss sich der jüdischen Gemeinde in Boston an. In Berlin hatte die Familie sich nicht aktiv am Leben der Glaubensgemeinschaft beteiligt. Nach dem Highschool-Abschluss besuchte Gottschalk ein College und absolvierte eine Ausbildung zum Zimmermann. 1950 bereiste er für ein Jahr Europa und fuhr dabei auch mit dem Fahrrad durch Deutschland. Anschließend studierte er bis zum Bachelor-Examen an der Brandeis-Universität Philosophie und jüdische Geschichte. Das Studium setzte er in Cincinnati am Hebrew Union College fort. Danach war er von 1956 bis 1962 als Erzieher an großen Synagogen tätig, Rabbiner wollte er nicht werden.
1962 trat Gottschalk dann beruflich in die Fußstapfen seiner Eltern und studierte an der Rutgers-Universität Sozialarbeit bis zum Master-Abschluss. Danach war er einige Jahre in der Gemeinwesenarbeit des Staates Rhode Island tätig. 1972 wurde er an der Brandeis-Universität promoviert und alsbald Professor an der Universität in Tallahassee.
In der Lehre vertrat Gottschalk stets eine kritische Position gegenüber Professionalisierung und Spezialisierung in der Sozialarbeit – sie schaffe eine zu große Distanz zwischen den Sozialarbeitern und ihren Klienten und drücke sich in folgender Haltung aus: Ich bin der Sozialarbeiter und das ist nur ein armer Mensch. Er darf nicht tun, was wir tun.
Seit seiner Emeritierung lebt Gottschalk mit seiner Familie in einem alternativen Gemeinwesen in Tallahassee, das über eine eigene Schule verfügt, die an den Grundsätzen von Summerhill orientiert ist.